# کلیسای سنت جان (ناکسویل)

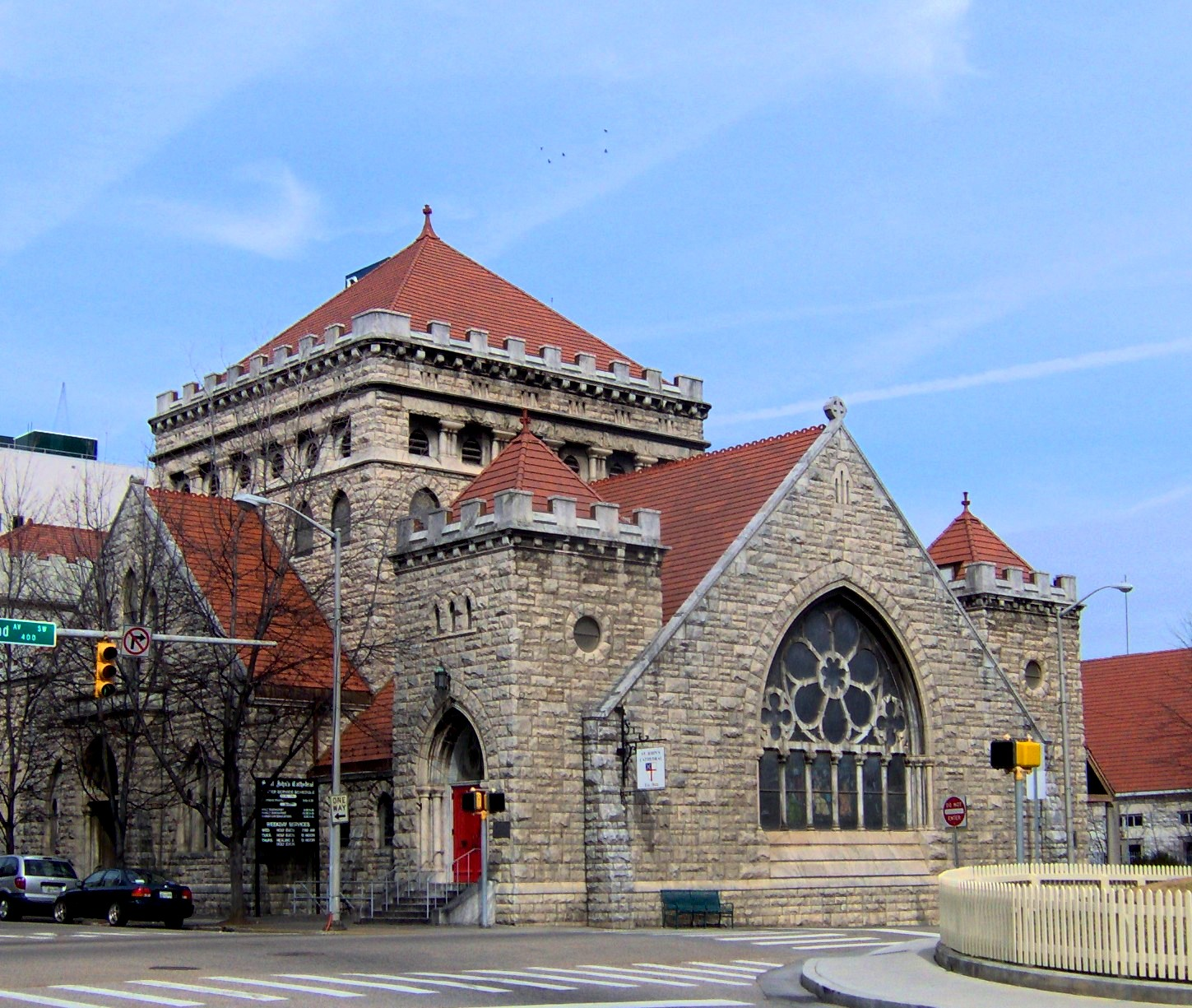

کلیسای سنت جان (به انگلیسی: St. John's Cathedral) تأسیس ۱۸۲۶ نام کلیسای معروفی است در شهر ناکسویل در آمریکا.
ساختمان کنونی کلیسا توسط J .W. Yost طراحی و در ۱۸۹۲ ساخته شد.
سبک این کلیسا به شیوه معماری ریچاردسونین رومانسکی (به انگلیسی: Richardsonian Romanesque) است.